# New Imperial

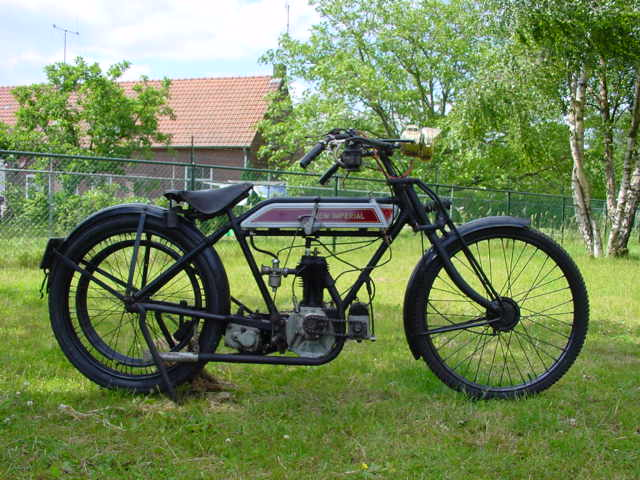
Light Tourist mit 300 cm³

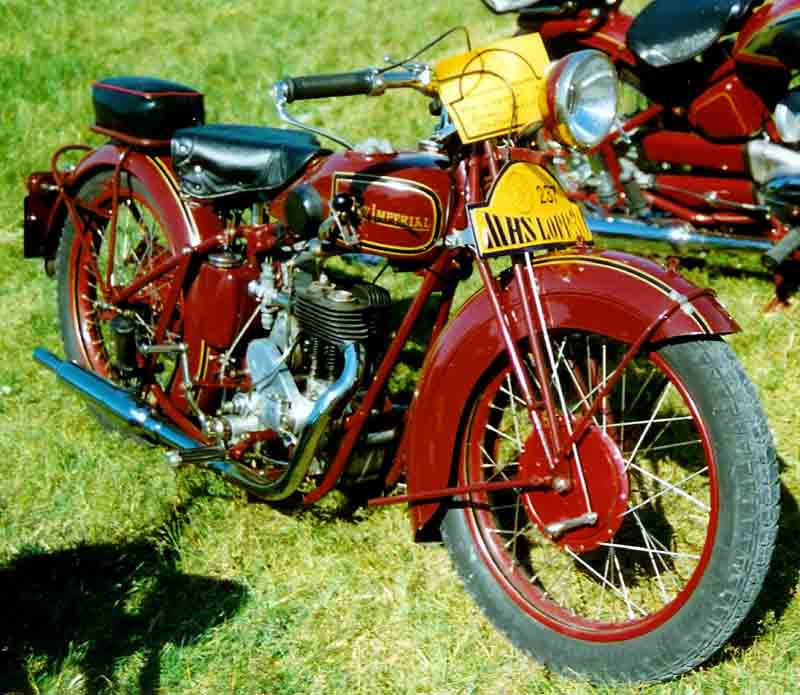

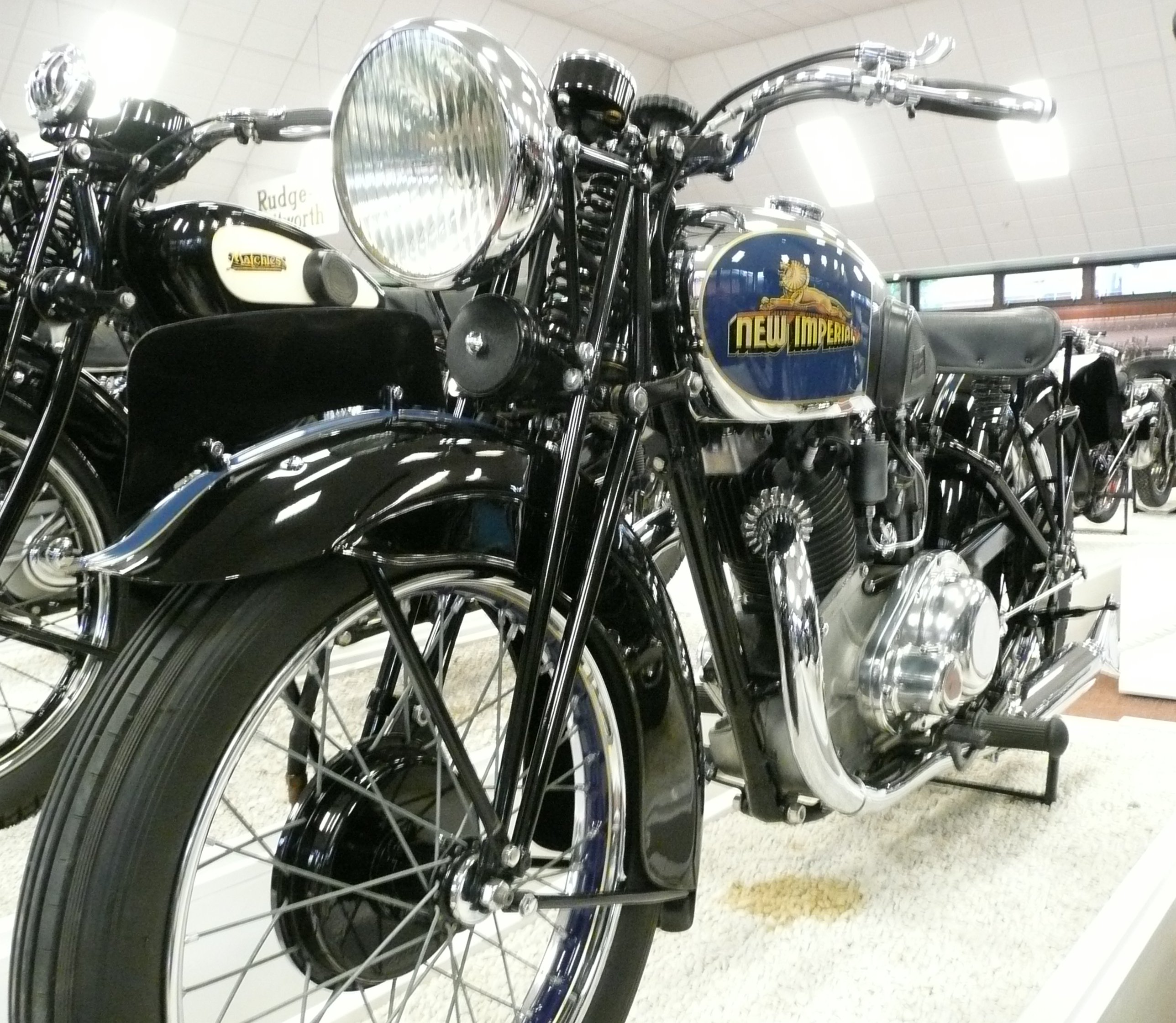
500 cm³ von 1937

New Imperial war ein britischer Hersteller von Motorrädern.

## Geschichte
Das Unternehmen wurde 1887 unter dem Namen New Imperial Cycles Ltd. als Zulieferer für die boomende Fahrradproduktion in Birmingham von Norman Duckwood Downes gegründet. Seit 1903 beschäftigte sich das Unternehmen mit der Konstruktion von Motorrädern. New Imperial verwendete Einbaumotoren von J.A.P. bis zur Entwicklung eigener Motoren 1925. Die Konstruktionen waren zunächst noch recht einfach mit einem hinter dem Lenker montierten Motor, der über einen Transmissionsriemen das Vorderrad antrieb. 1911 folgte ein Motorrad mit einem 292-cm³-Motor, das in drei Versionen bis 1916 gefertigt wurde. Vereinzelt nahmen Fahrer auf New Imperial bei Rennen teil. Diese Versuche blieben zu Beginn der Firmengeschichte noch recht erfolglos. So war es etwa einem Fahrer namens A. S. Jones 1913 bei der Isle of Man TT nicht möglich, das Rennen zu beenden.
Im Jahr 1914 kam die Light Tourist mit 300-cm³-Motor auf den Markt und sorgte für einiges Interesse. Auf Grund ihres kleinen Hubraumes hatte sie einen Gewichtsvorteil gegenüber vielen Konkurrenzmodellen mit größeren Motoren. Gegen Ende des Ersten Weltkrieges waren die Modelle für um die 50 Pfund Sterling zu haben. Eine vergleichbare Excelsior bewegte sich um 90 Pfund. Nach dem Krieg siedelte das Unternehmen an einen größeren Produktionsort um und erweiterte die Modellpalette. Zu Beginn der 1920er Jahre sorgten erste Rennerfolge für steigende Produktionszahlen. Etwa 300 Maschinen verließen pro Monat das Werk. 1927, kurz vor dem Beginn der Weltwirtschaftskrise bezog das Unternehmen erneut neue Räumlichkeiten und firmierte in New Imperial Motors.
Ab 1932 wartete New Imperial mit einigen Innovationen auf. So wurden etwa Getriebe- und Kurbelgehäuse in einem Guss gefertigt und nicht wie üblich angeflanscht. Auch setzte das Unternehmen nicht auf die üblichen Starrrahmen. 1938 starb der Gründer und das Unternehmen wurde von Jack Sangster mit dem Ziel aufgekauft, die Produktion mit Triumph in Coventry zu verbinden. Die Namensrechte wechselten noch einige Male den Besitzer, bevor Ende 1939/Anfang 1940 die Produktion endgültig eingestellt und die Firma liquidiert wurde.

## Rennerfolge (Auszug)
| Jahr | Klasse            | Fahrer          | Rennen                |
| ---- | ----------------- | --------------- | --------------------- |
| 1923 | Lightweight       | Jock Porter     | Isle of Man TT        |
| 1924 | Ultra-Lightweight | Jock Porter     | Isle of Man TT        |
| 1924 | Lightweight       | Edwin Twemlow   | Isle of Man TT        |
| 1924 | Junior            | Kenneth Twemlow | Isle of Man TT        |
| 1924 | 350 cm³           | Fred Andrews    | Ulster Grand Prix     |
| 1924 | über 600 cm³      | Stanley Woods   | Ulster Grand Prix     |
| 1925 | Lightweight       | Edwin Twemlow   | Isle of Man TT        |
| 1932 | Lightweight       | Leo Davenport   | Isle of Man TT        |
| 1932 | 250 cm³           | Ted Mellors     | Ulster Grand Prix     |
| 1933 | 250 cm³           | Charlie Dodson  | Ulster Grand Prix     |
| 1933 | 250 cm³           | Charlie Dodson  | Grand Prix von Europa |
| 1934 | 500 cm³           | Ginger Wood     | Brooklands*           |
| 1936 | Lightweight       | Bob Foster      | Isle of Man TT        |
| 1936 | 250 cm³           | Ginger Wood     | Ulster Grand Prix     |

 * Geschwindigkeitsrekord

## Automobilbau
1914 stellte das Unternehmen auch einige leichte Automobile her. Der Vierzylindermotor mit 64 mm Bohrung, 85 mm Hub und 1094 cm³ Hubraum war als 10 HP, entsprechend 10 Steuer-PS, eingestuft. Er trieb über eine Kardanwelle die Hinterachse an. Das Getriebe hatte drei Gänge.